# Linode
Linode (Linode, LLC) (/ˈlɪnoʊd/) — американский провайдер облачного хостинга, специализирующийся на предоставлении виртуальных машин на базе Linux, облачной инфраструктуры и управляемых услуг.

## История
В 2003 являлся хостингом виртуальных частных серверов (VPS). Имеют более чем 800 000 клиентов из 196 стран и центрами обработки данных в 11 точках по всему миру. До своего приобретения Linode считалась одним из крупнейших независимых поставщиков облачной инфраструктуры. Linode была приобретена Akamai Technologies в феврале 2022 года за 900 миллионов долларов. Akamai прекратила работу под брендом Linode 14 февраля 2023 года, запустив линейку продуктов Akamai Connected Cloud, основанную на сочетании платформы облачных вычислений Linode и существующего бизнеса сети доставки контента Akamai.